# Mosquée Teşvikiye
La mosquée Teşvikiye (Teşvikiye Camii en turc) est une mosquée du district de Nişantaşı à Istanbul en Turquie. Sa construction est ordonnée par le sultan Selim III en 1794, mais la majeure partie de la mosquée date du règne du sultan Abdülmecit Ier et est achevée en 1854. La mosquée fait partie d'un ensemble de bâtiments construits à la même époque dans un style européen prononcé comme le palais de Dolmabahçe ou mosquée d'Ortaköy. À la fin du XIXe siècle, une rénovation lui donne son aspect actuel, notamment avec sa façade unique comportant quatre grandes colonnes blanches.

## La mosquée Teşvikiye en littérature
Quand l'écrivain et prix Nobel de littérature d'origine stanbouliote Orhan Pamuk entre pour la première fois dans une mosquée pendant son enfance, c'est à la mosquée Teşvikiye. Il relate le fait dans son ouvrage Istanbul et décrit ainsi les visiteurs : « une petite foule de vingt ou trente personnes, formée de domestiques, des cuisiniers et des concierges qui servaient chez les riches familles de Nişantaşı, (...) se livrait en chuchotant à des ragots en attendant l'heure du sermon. » 